# Onkel Wowa, wir stehen zu dir
Onkel Wowa, wir stehen zu dir (russisch Дядя Вова, мы с тобой) ist ein russisches Propagandalied aus dem Jahr 2014, das Präsident Wladimir Putin unterstützt. Der Titel spielt auf Putin an, der in Russland häufig als „Onkel Wowa“ bezeichnet wird – eine umgangssprachliche Verkleinerungsform seines Vornamens Wladimir. Das Lied wurde zum Symbol des wachsenden Personenkults rund um Putin.

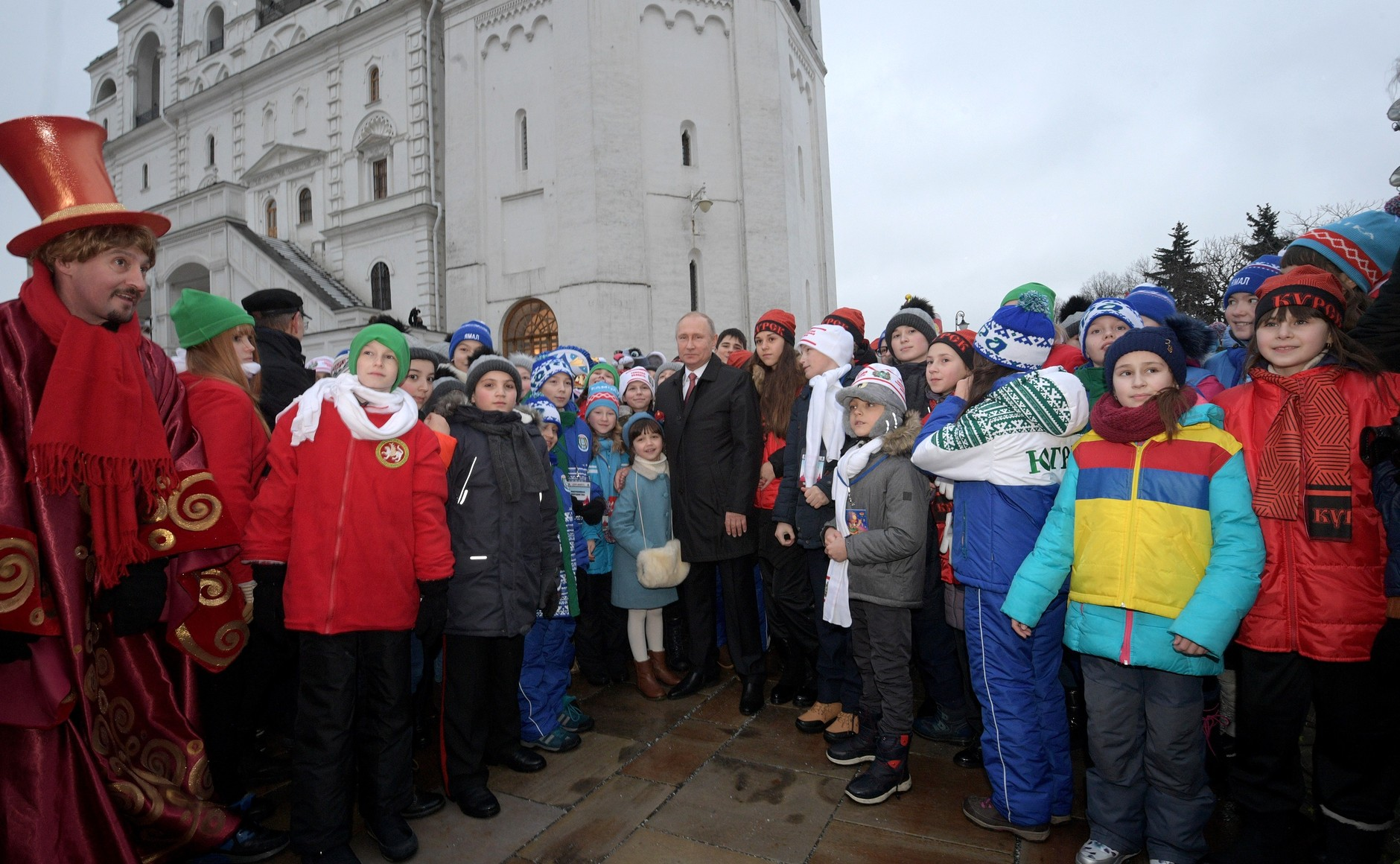
Putin mit Kindern am 26. Mai 2017

## Geschichte
Das Lied wurde im Frühjahr 2014 nach der Annexion der Krim durch Russland populär. Es wurde von einer Musikgruppe namens „Russische Schönheiten“ (russisch: Русские красавицы) aufgenommen. Der Refrain des Liedes lautet: „Onkel Wowa, wir stehen zu dir“ (russisch: «Дядя Вова, мы с тобой»).
Das Lied wurde in staatlich kontrollierten Medien ausgestrahlt und bei öffentlichen Veranstaltungen sowie patriotischen Konzerten gespielt.

## Inhalt
Der Text verherrlicht Präsident Putin als starken Führer, der für Stabilität sorgt und Russlands Interessen im In- und Ausland schützt. Die musikalische Gestaltung ist einfach, eingängig und klar auf emotionale Mobilisierung ausgerichtet.

## Rezeption und Kritik
Kritiker betrachten das Lied als ein Beispiel für den Putin-Personenkult und die zunehmende Emotionalisierung russischer Propaganda. Einige Medien zogen Parallelen zu politischen Liedern aus der Sowjetzeit. In liberalen und oppositionellen Kreisen wurde das Lied als kitschig, populistisch und manipulativ wahrgenommen.
Gleichzeitig wurde das Lied in sozialen Netzwerken parodiert und ironisch kommentiert, was ebenfalls zu seiner weiten Bekanntheit beitrug.